# Isokangas (ås)
Isokangas är en ås i Finland. Den ligger i Kangasala i landskapet Birkaland, i den södra delen av landet, 140 km norr om huvudstaden Helsingfors.